# Nils Abraham Langlet
Nils Abraham Langlet, conocido como Abraham Langlet (Södertälje, 9 de julio de 1868 - Gotemburgo, 30 de marzo de 1936) fue un químico sueco.
Langlet nació en Södertälje en 1868. De 1886 a 1896, estudió química con Per Teodor Cleve en la Universidad de Uppsala, donde obtuvo un doctorado en 1896, y fue nombrado docente en el mismo año. En 1899, se convirtió en profesor de Química y Tecnología Química de la Universidad Tecnológica Chalmers en Gothenburg, donde recibió una cátedra en el mismo campo en 1911. Desde 1926, cuando el puesto de profesor que ocupaba se dividió, fue profesor de Química Orgánica.

## Descubrimiento del helio
En 1895, mientras trabajaba con Cleve en Uppsala, hizo el descubrimiento del elemento helio, (en el mismo año fue descubierto de forma independiente por William Ramsay) en el mineral cleveíta. Langlet fue el primero en calcular correctamente su peso atómico. Murió en Gotemburgo en 1936.